# Société française de thermique
Pour les articles homonymes, voir SFT.
La Société française de thermique (SFT) est une association à but non lucratif née du rapprochement en 1999 de la Société française des thermiciens (SFT), créée en 1961, et du Groupement universitaire de thermique (GUT), fondé en 1972.

## Société française des thermiciens
Cette société a été créée en 1961 à l'initiative des associations et groupements suivants :
- Institut français de l'énergie ;
- Association amicale des anciens élèves de l'École de thermique ;
- Association et cercle des ingénieurs mécaniciens de la marine ;
- Association des ingénieurs de chauffage et ventilation de France ;
- Comité français d'électrothermie ;
- Association des thermiciens du Conservatoire national des arts et métiers ;
- Groupe X Thermique ;
- Groupe des thermiciens de l'ENSAM ;
- Groupement professionnel des centraux de la thermique.

## Activités

### Objet de l'association
La SFT cite les objectifs suivants :
- le développement et le rayonnement des sciences thermiques en elles-mêmes et dans leurs applications ;
- l'étude de problèmes divers, d'intérêt général se rapportant directement ou indirectement à la thermique, et en particulier l'étude de l'utilisation des diverses sources d'énergie ;
- la liaison entre les associations et groupements français de thermiciens, ainsi qu'avec les autres disciplines scientifiques ;
- l'animation et la promotion de la communauté des sciences thermiques dans l'industrie, dans l'enseignement et dans la recherche ;
- les échanges et la diffusion des connaissances entre créateurs et utilisateurs de celles-ci ;
- la représentation des sciences thermiques et des thermiciens français aux plans national, européen et international.

### Organisation
L'activité est scindées en groupes thématiques :
- modes de transfert ;
- transferts en milieux hétérogènes ;
- énergétique ;
- thermique appliquée ;
- métrologie et techniques inverses ;
- micro- et nanothermique ;
- haute température ;
- thermique atmosphérique et adaptation au changement climatique.

### Activités
Pour réaliser les ses objectifs la SFT :
- organise en France une conférence annuelle à vocation internationale au cours de laquelle la meilleure présentation est récompensée du prix Biot-Fourier ;
- organise des journées thématiques ;
- publie un bulletin de liaison[5],
- tient à jour une liste d'offres d'emplois spécifiquement orientée recherches (ATER, post-doc, maître de conférences, professeur, ingénieur R&D...) et une liste d'appel à candidatures sur des sujets de thèses.

Elle co-organise le groupe scientifique et technique « Thermomécanique » avec l'association française de mécanique.